# Калтенвестхајм
Калтенвестхајм (њем. Kaltenwestheim) општина је у њемачкој савезној држави Тирингија. Једно је од 65 општинских средишта округа Шмалкалден-Мајнинген. Према процјени из 2010. у општини је живјело 1.012 становника. Посједује регионалну шифру (AGS) 16066036.

## Географски и демографски подаци
Калтенвестхајм се налази у савезној држави Тирингија у округу Шмалкалден-Мајнинген. Општина се налази на надморској висини од 500 метара. Површина општине износи 19,4 km². У самом мјесту је, према процјени из 2010. године, живјело 1.012 становника. Просјечна густина становништва износи 52 становника/km².

## Међународна сарадња
| Мјесто | Држава    | Врста сарадње | Од    |
| ------ | --------- | ------------- | ----- |
|        | Француска | партнерство   | 1993. |
|        | Француска | партнерство   | 1993. |
|        | Француска | партнерство   | 1993. |
| Извор  |           |               |       |